# Aeropuerto de Rae-Edzo
El Aeropuerto de Rae-Edzo (del inglés: Rae/Edzo Airport) (FAA LID: CRE2) está ubicado a 1,4 MN (2.6 km; 1.6 mi) al suroeste de Behchoko, Territorios del Noroeste, Canadá. 

## Aerolíneas y destinos
- Air Tindi
  - Yellowknife / Aeropuerto de Yellowknife
  - Wekweeti / Aeropuerto de Wekweeti
  - Whati / Aeropuerto de Whati
  - Gameti / Aeropuerto de Rae Lakes-Gameti